# Rio Botolia
O Rio Botolia é um rio da Romênia afluente do Rio Horăiţa, localizado no distrito de Neamţ.